# Andreas Fulterer

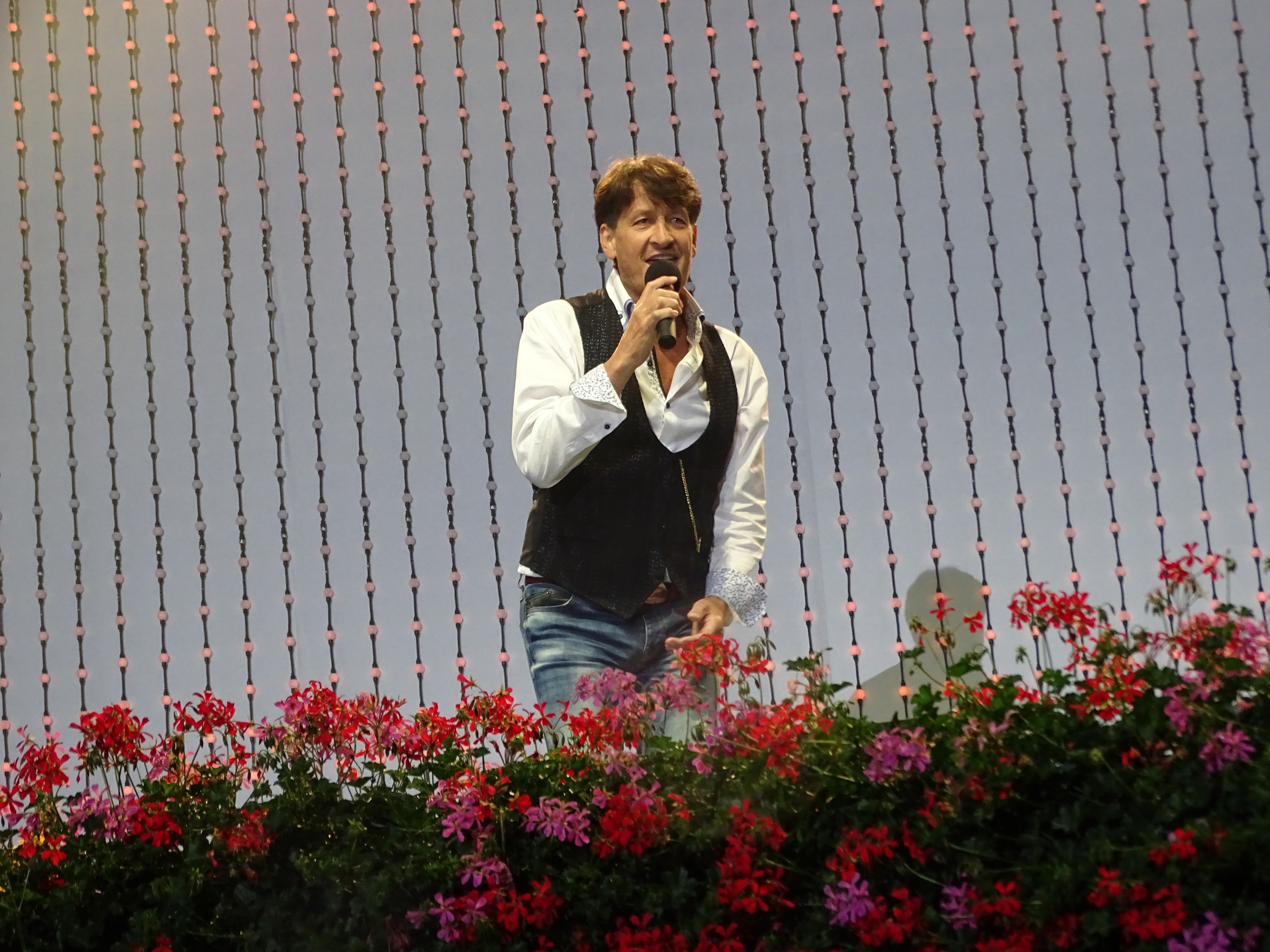
Andreas Fulterer (Auftritt in Bad Füssing 2016)

Andreas Fulterer (* 27. Februar 1961 in Seis am Schlern; † 26. Oktober 2016 ebenda) war ein italienischer Sänger aus Südtirol.

## Leben
Andreas Fulterer stammte aus Seis am Schlern, wo er mit seiner Familie bis zu seinem Tod wohnte. Mit 15 Jahren erlernte er mit dem Schlagzeug sein erstes Instrument. Er war Gründungsmitglied der „Seiser Buam“, dies war auch seine erste Band. Seinen ersten öffentlichen Auftritt hatte er im Jahr 1978. 1985 stieg er aus und setzte seinen musikalischen Weg zunächst in Österreich fort. Nach seiner Rückkehr nach Südtirol schloss er sich dem Alpensextett an. 1993 stieg er dann als Gitarrist und zweiter Sänger bei den Kastelruther Spatzen ein. Ihnen gehörte er bis zum Jahr 1998 an.
1995 nahm er seine erste eigene CD Amore, Felicità, die ausschließlich Songs in italienischer Sprache enthielt, auf. Nach weiteren Solo-Alben, die er unter dem Namen „Andreas“ veröffentlichte, gewann er 1998 mit dem Duett-Titel Inno d’amore – zusammen mit Petra Frey – die ZDF-Hitparade. Im Herbst 1998 stieg er dann bei den Kastelruther Spatzen aus und trat seither als Solo-Künstler auf. 2001 veröffentlichte er einen Hit mit Donna Blue, den er im Spätherbst 2010 als Neuaufnahme im Hinblick auf sein „Best-Of-Album“ präsentierte.
Fulterer war ein Vertreter des deutsch-italienischen Popschlagers, den er besonders bei Live-Konzerten – zusammen mit seiner Band – präsentierte.
Andreas Fulterer starb in der Nacht des 26. Oktober 2016 im Alter von 55 Jahren an einer Krebserkrankung. Er wurde auf dem Ortsfriedhof von Seis am Schlern von den Kastelruther Spatzen zu Grabe getragen und dort beigesetzt.

## Band
- Reinhard Glöggler (Bass, Gesang, Bandchef)
- Lothar Haunsperger (Gitarre, Gesang)
- Rainer Birzele (Schlagzeug)
- Thomas Rother (Piano, Keyboards)
- Claudia Schott (Gesang, Saxophon, Klarinette)
- Manuela Maric (Gesang)

## Diskografie
- 1995: Amore, Felicità
- 1996: Baci, Baci
- 1997: Ciao Bambina, ciao amore
- 1999: Jetzt will ich leben
- 2000: Un Cappuccino a Rimini (Greatest-Hits-Album)
- 2001: Tausend Signale
- 2001: Die schönsten Liebeslieder (Greatest-Hits-Album)
- 2002: Noch einmal mit dir
- 2003: Dieses Feuer Liebe
- 2004: Herz aus Glas (3er CD-Set)
- 2005: Herr des Feuers
- 2007: Im Zug nach Süden
- 2009: Schlager STAR PARADE
- 2009: LIVE – Andreas Fulterer & Band
- 2010: Jedes Jahr zur selben Zeit – Andreas Fulterer & Band (Weihnachtsalbum)
- 2011: Best of Andreas Fulterer (Greatest-Hits-Album)
- 2012: Wir sind Kameraden (auch als Sonderedition, inkl. DVD)
- 2012: Best of Weihnachten
- 2014: Ti Amo – Große Schlagererfolge (italienischsprachiges Album)
- 2014: Bleibt es ein Traum (auch als Sonderedition, inkl. DVD)
- 2015: Schlager des Südens
- 2015: Weihnachten lebt
- 2016: Farbenleer
- 2017: Best of the Best
- 2021: Italo Gold

## Videoalben
- 2009: LIVE – Andreas Fulterer & Band
- 2012: Mein Weg
- 2016: Weihnachtszauber aus den Dolomiten - Live-Konzertmitschnitt